# 시마우치촌
시마우치촌(島内村)은 나가노현 히가시치쿠마군에 존재했던 촌이다 (1874년 10월 23일 - ).
전체적으로 수평한 지형으로 논이 많다. 1951년 쌀 생산량은 군에서 1위였다. 촌의 중앙부에는 쇼와 전공 마쓰모토 공장을 중심으로 중소 공장들이 모여 중간 규모의 공장 지대를 형성하고 있었다. 1879년 7월 1일에 현의 통달로 미나미아즈미군에서 히가시치쿠마군으로 편입되었다.

## 역사
- 1889년 4월 1일 - 정촌제 시행에 의해 히가시치쿠마군 시마우치촌이 단독으로 자치체를 형성하였다.
- 1954년 4월 1일 - 마쓰모토시에 편입해, 동일 시마우치촌은 폐지되었다.

## 참고문헌
- 『市町村名変遷辞典』東京堂出版、1990年。